# Samantha Achterberg
Samantha Achterberg (Estados Unidos, 27 de marzo de 1992) es una pentatleta moderna estadounidense.

## Trayectoria deportiva
En 2019, ganó la medalla de plata en la categoría de individual femenina en los Juegos Panamericanos de 2019, que tuvieron lugar en Lima, Perú. Achterberg y Jessica Davis también ganaron la medalla de oro en la carrera de relevos femenino. En 2015, compitió en la categoría individual femenina en los Juegos Panamericanos de Toronto, en la que no ganó medallas.
En 2021 fue elegida para representar a los Estados Unidos en los Juegos Olímpicos de Tokio 2020.

## Palmarés internacionales
| Juegos Panamericanos | Juegos Panamericanos | Juegos Panamericanos | Juegos Panamericanos  |
| Año                  | Lugar                | Medalla              | Competición           |
| -------------------- | -------------------- | -------------------- | --------------------- |
| 2019                 | Lima (Perú)          | Medalla de oro       | Relevos femenino      |
| 2019                 | Lima (Perú)          | Medalla de plata     | Individuales femenino |